# K-Arena橫濱
K-Arena橫濱（日语：Kアリーナ横浜）是位於日本神奈川縣橫濱市西區港未來的音樂表演專用場館，屬於競技場級場地，可容納約20,000人，座席數則可達20,033席。開業於2023年9月29日。第一個在這裡出演的藝人是柚子。

## 外部連結
- Kアリーナ横浜 （页面存档备份，存于） - 公式サイト
- ミュージックテラス （页面存档备份，存于） - 公式サイト